# Odrava (wieś)
Odrava – miejscowość i gmina (obec) w Czechach, w kraju karlowarskim, w powiecie Cheb. W 2022 roku liczyła 229 mieszkańców.